# Дзерболо
Дзерболо́ (итал. Zerbolò) — коммуна в Италии, располагается в регионе Ломбардия, в провинции Павия.
Население составляет 1213 человека (2008 г.), плотность населения составляет 33 чел./км². Занимает площадь 37 км². Почтовый индекс — 27020. Телефонный код — 0382.
Покровителем коммуны почитается святой апостол Варфоломей, празднование 24 августа.

## Демография
Динамика населения:

## Администрация коммуны
- Официальный сайт: http://www.comune.zerbolo.pv.it